# Asparagus oligoclonos
Asparagus oligoclonos är en sparrisväxtart som beskrevs av Carl Maximowicz. Asparagus oligoclonos ingår i släktet sparrisar, och familjen sparrisväxter. Inga underarter finns listade i Catalogue of Life.